# Roseaplagis mortenseni
Roseaplagis mortenseni là một loài ốc biển, là động vật thân mềm chân bụng sống ở biển trong họ Trochidae, the top shells. It occurs in the Southern Islands of New Zealand.